# Pentaprisma

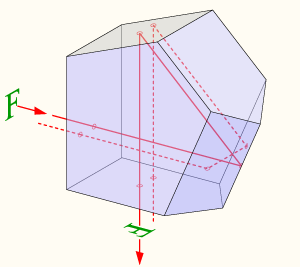
Pentaprisma a tetto

Il pentaprisma (o prisma di Goulier) o anche pentaprisma a tetto (o prisma di Corsi), è un prisma ottico acromatico a cinque facce, caratterizzato da un angolo di deviazione di 90°, che in base al tipo, trova largo impiego come sistema di raddrizzamento delle immagini nei mirini a pozzetto delle fotocamere reflex, e anche in diversi strumenti ottici e topografici.

## Costituzione
Nella versione di Goulier, è costituito da due facce disposte a 45° tra loro, rese totalmente riflettenti mediante l'applicazione superficiale di strati metallici (poiché l'angolo d'incidenza sarebbe inferiore all'angolo critico), e da due facce ortogonali tra loro, che rispettivamente fungono da superficie di ingresso e di uscita della luce dal prisma. In ogni caso, non capovolge l'immagine, l’angolo di deviazione è indipendente da rotazioni rispetto all'asse ottico, ed è quindi insensibile alle variazioni di inclinazione nel montaggio.
Nel pentaprisma a tetto, come ideato da Telemaco Corsi per la sua Rectaflex, uno dei piani riflettenti viene sdoppato in una figura a tetto, che non è necessario rendere riflettente, poiché può sfruttare la naturale proprietà di riflessione totale del vetro, e la sua applicazione tipica per le fotocamere reflex a pentaprisma, è proprio quella di raddrizzare l'immagine che arriva dall'obiettivo speculata destra-sinistra.

## Fotografia

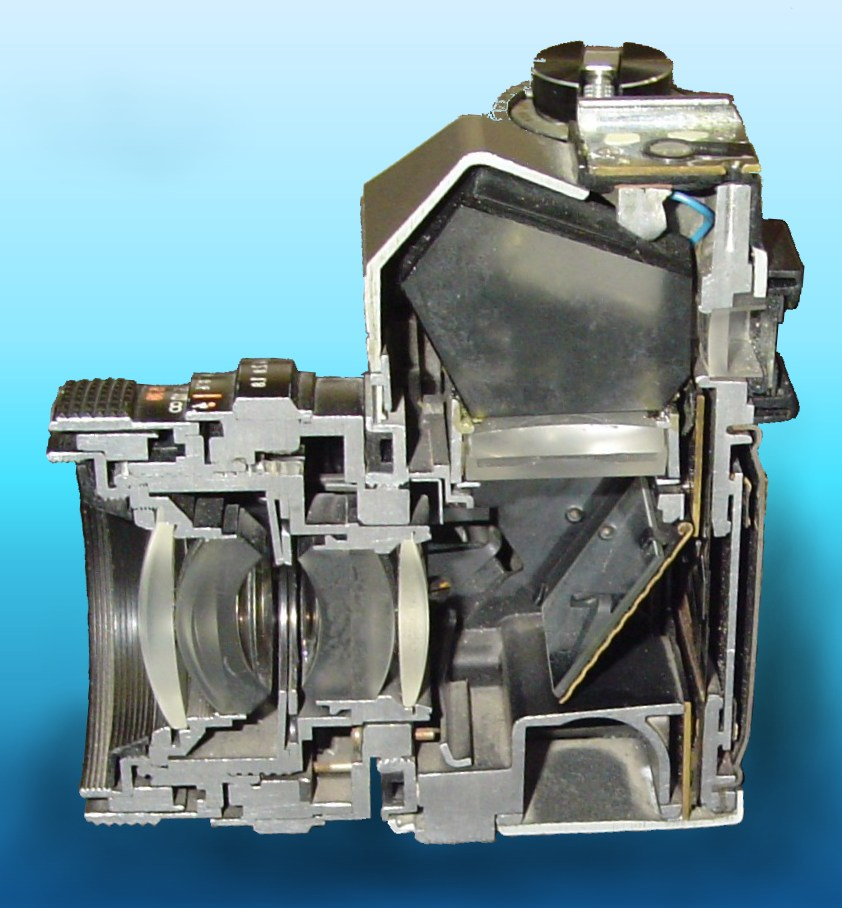
Spaccato di una reflex

È un elemento essenziale che fa parte del mirino delle reflex con «mirino a pentaprisma». Può essere fisso, ossia parte integrante del corpo della fotocamera e da essa non asportabile, oppure intercambiabile (più tipico delle reflex anni 1950 e 1960), ossia amovibile per essere sostituito da altri accessori, come ad esempio il mirino a pozzetto, per la visione e la messa a fuoco dell’immagine.

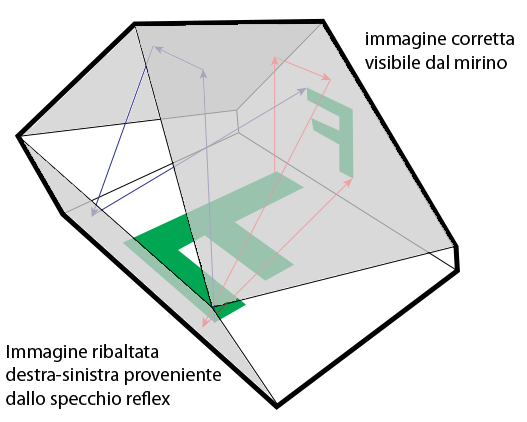
Pentaspecchio

Il pentaprisma a tetto è impiegato per deviare l'immagine dello schermo smerigliato, verso l'occhio del fotografo e fornirgli una visione dritta e diretta di ciò che vede l'obiettivo. L'ottica forma un'immagine capovolta, speculata e invertita, della realtà che ha di fronte; quindi, lo specchio mobile della fotocamera, posizionato a 45°, la riflette verso l'alto di 90°, capovolgendola e dunque raddrizzando il verso alto-basso, e la proietta sullo schermo smerigliato di messa a fuoco (il piano focale virtuale). A questo punto, un mirino oculare la preleva, facendola passare attraverso il pentaprisma, dove la riflessione a tetto finisce di raddrizzare l'immagine speculata, sul verso destra-sinistra.
È un sistema adoperato nelle apparecchiature di fascia media e medio-alta; mentre nelle reflex di fascia bassa è più spesso sostituito con un economico pentaspecchio, che pur avendo un identico principio di funzionamento, fornisce immagini meno luminose, a causa dell'assorbimento degli specchi economici utilizzati.

## Astronomia

Prisma di Goulier

Se i due piani di riflessione non sono resi riflettenti, il pentaprisma può essere impiegato per l'osservazione del Sole; in questo caso su tali piani si ha solo una riflessione parziale. La prima superficie riflette il 4%. Il restante 96% passa attraverso la superficie vetro/aria non riflettente e viene riflessa all'esterno per mezzo di alcuni piccoli specchi posti sopra l'alloggiamento del prisma. La seconda superficie disperde ancora una volta il 96% del 4% già riflesso (sempre mediante riflessione parziale), così che alla fine rimangono disponibili per l'osservazione solo lo 0,16% della luce e della quantità di calore originarie. Tale quantità è ancora eccessiva per la visione diretta perciò tra pentaprisma ed osservatore deve essere interposto un filtro a densità neutra (neutral-density) o un polarizzatore.
Il sistema di osservazione del sole mediante pentaprisma è impiegato solo sui telescopi rifrattori. I telescopi riflettori sarebbero soggetti a surriscaldamento e quindi danneggiamento in analoghe condizioni: per questi ultimi è quindi necessario attenuare la luce direttamente in ingresso all'ottica.

## Segnalamento ferroviario
Il pentaprisma viene utilizzato anche come parte dei moderni segnali ferroviari a pentaprisma. Questi segnali costituiscono la terza generazione di dispositivi statici adottati dalle amministrazioni ferroviarie (dopo quelli a fibre ottiche e a specchi dicroici) nell'ottica di un abbattimento dei costi e della progressiva rimozione di organi in movimento.
Nei segnali a pentaprisma, differentemente dai segnali a specchi dicroici che per quanto riguarda il colore continuano ad utilizzare vetrini colorati in pasta, sono presenti 3 vetrini inclinati di 67°30' per il colore rosso, e 22°30' per i colori giallo e verde i quali attraversati dal fascio di luce di una lampadina generano i colori corrispondenti, secondo dei precisi standard colorimetrici.
Sebbene moderni (concepiti durante gli anni '90), sono in via di sostituzione, assieme ai colleghi in fibra ottica e a specchi dicroici, con dispositivi a LED che annullano completamente la manutenzione ciclica, in quanto non vi è una lampada da sostituire.